# عماد رشدان
عماد رشدان (1968-2024) فنان تشكيلي فلسطيني، ولد في دمشق وعاش في مخيم خان الشيح للآجئين الفلسطينيين حيث هجرت عائلته جراء النكبة عام 1948. ينحدر من عرب الصبيح قضاء الناصرة، درس في كلية الفنون الجميلة في جامعة دمشق وتخرج منها عام 1992، عمل مدرسًا للفنون ومنسق للأنشطة الفنية في سوريا. لجأ رشدان إلى السويد جراء حرب سوريا وأقام في مدينة أوديفالا، حيث عمل مدربًا للفنون. أسس رابطة الفنانين التشكيليين الفلسطينيين في أوروبا.

## عضويته
شغل عماد رشدان منصب عضو في الاتحاد العام للفنانين التشكيليين الفلسطيني، والاتحاد العام للفنانين التشكيليين في سوريا، ومنظمة فناني السويد، والمحترفات التعاونية في البوهوسلان.

## أسلوبه الفني
اتبع عماد رشدان في أعماله الفنية أسلوب النحت والرسم مستخدمًا مختلف الخامات والتقنيات وكان هذا الاختلاف تعبيرًا عن تجربته الفنية العالمية عامةً والتجربة الفلسطينية خاصة، إذ صور قضية فلسطين في أعماله من خلال التعبير عن حياته في المخيم وعلاقته مع وطنه فلسطين. إضافة إلى ذلك قام بتغيير طريقة التعامل مع الخزف ومحو الأفكار السابقة عن مادة الخزف، كما تبنى دور الراوي في تقديم أعماله الفنية من خلال الأنماط التفاعلية من طرائق الطرح الفني.

## المعارض الفنية
شارك في العديد من المعارض الفنية الشخصية والجماعية ومنها المشتركة:
- معرض "حكايا الصمت" في جاليري فيت بروس في السويد، 2017.
- معرض الصيف للمحترفات التعاونية في البوهوسلان، عامي 2017 و 2018.
- بينالي يتبوري للفن المعاصر، 2017.
- ملتقى الحجر في كوملا، 2018.
- ملتقى الجولان للفنون التشكيلية، 2002.
- ملتقى الأمل للنحاتين الشباب الأول والثاني في دمشق، (1998-1999).
- المعارض الجماعية لوزارة الثقافة السورية، معرض الخريف من العام 1990 حتى عام 2010.
- معرض الكرامة في سوريا للاتحاد العام للفنانين التشيكلين الفلسطينيين من عام 1986 حتى عام 2010.